# 派因維爾 (阿肯色州)
派因維爾（英語：Pineville）是一個位於美國阿肯色州伊澤德縣的市鎮。

## 地理
派因維爾的座標為36°09′21″N 92°06′50″W / 36.15583°N 92.11389°W，而該地的平均海拔高度為210米（即689英尺）。

## 人口
根據2020年美國人口普查的數據，派因維爾的面積為4.68平方千米，皆為陸地。當地共有人口154人，而人口密度為每平方千米32人。